# Czarna Hańcza
Czarna Hańcza (biał. Чорная Ганча) – rzeka w Polsce i na Białorusi, lewy dopływ Niemna o długości 142 km (w tym w Polsce: 108 km). Powierzchnia dorzecza Czarnej Hańczy obejmuje 1916 km² (w tym w granicach Polski: 1612 km²).
- Główne dopływy: Marycha, Wierśnianka, Pawłówka, Wiatrołuża, Igorka (lewobrzeżne); Kalna, Kanał Augustowski, Maleszówka, Wołkuszanka (prawobrzeżne)
- Główne miejscowości: Suwałki

Badania jakości wody Wojewódzkiego Inspektoratu Ochrony Środowiska w Białymstoku z 2004 r. tylko w pojedynczych punktach wykazały II (wodowskaz Tartak, 41,6 km biegu) i IV klasę czystości rzeki (wodowskaz Stara Hańcza przed jez. Hańcza, 135,8 km biegu). Pomiędzy tymi punktami rzeka miała III klasę czystości.
Nazwa „Hańcza” pochodzi z wymarłego języka jaćwińskiego z grupy bałtyckiej (por. lit. antis – „kaczka”).

## Bieg rzeki

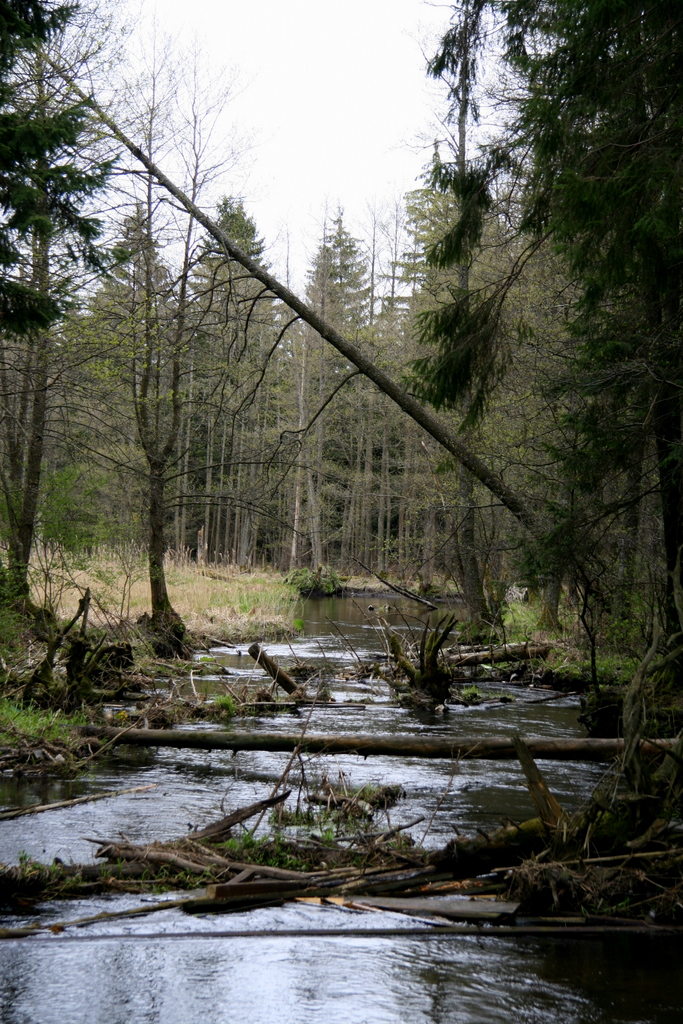

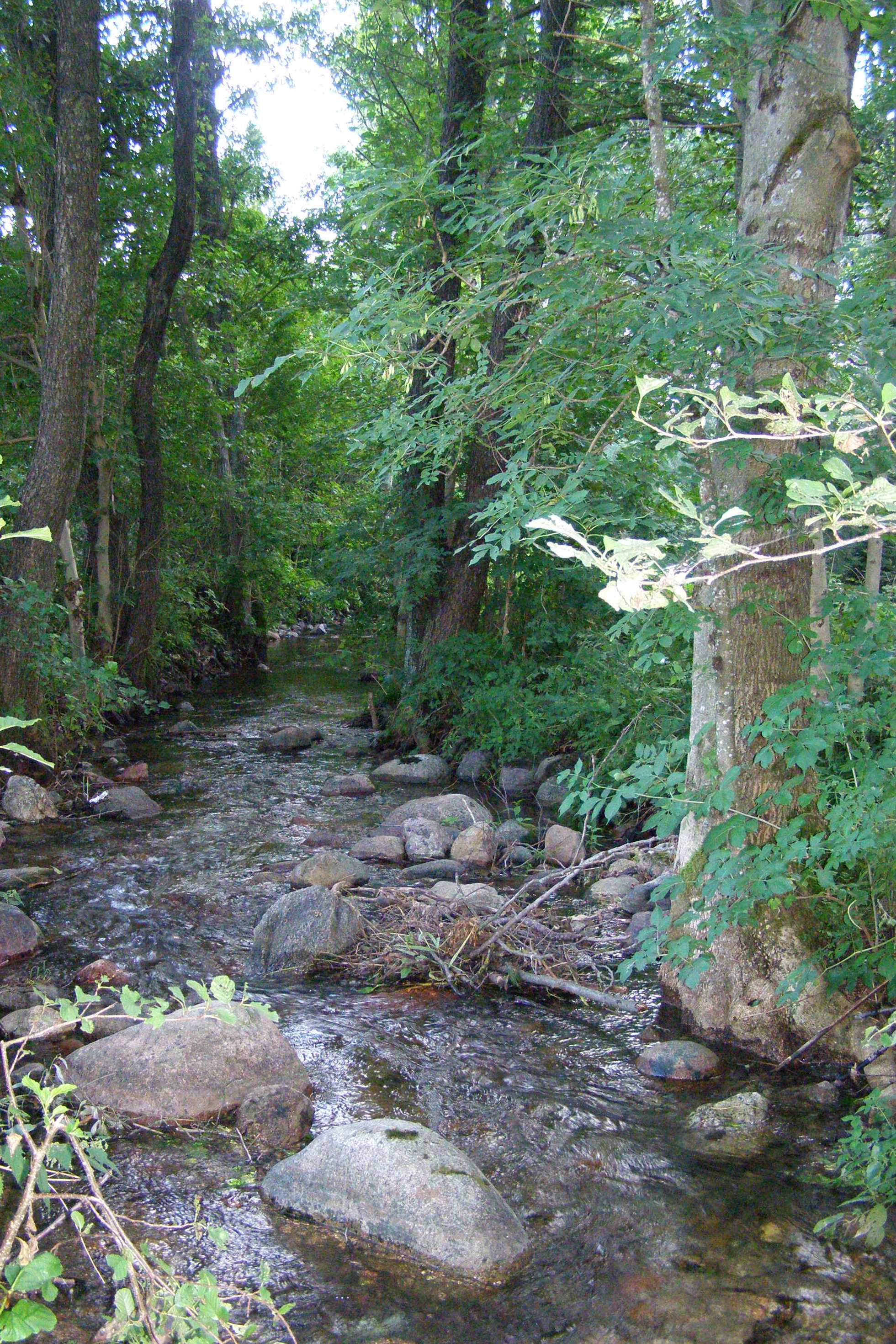

Czarna Hańcza jest największą rzeką Suwalszczyzny. Przepływa przez bardzo ciekawe tereny, nieraz o unikatowych walorach krajobrazowych, geologicznych, historycznych (Jaćwież) i etnograficznych.
Źródła Czarnej Hańczy znajdują się na Pojezierzu Wschodniosuwalskim, na podmokłych dolinach wśród wzniesień morenowych znajdujących się na północ od Suwalskiego Parku Krajobrazowego. Biją one w pobliżu najwyższego wzniesienia Suwalszczyzny – Rowelskiej Góry. Od Bachanowa do Turtula rzeka zachowuje się jak górski potok: wcina się w podłoże wąską głęboką doliną o 30-metrowych krawędziach, płynie z hukiem po głazach rezerwatu Głazowisko Bachanowo i ma bardzo duży spadek – na kilometrowym odcinku (od mostu do ujścia Kozikówki) pokonuje 24-metrową różnicę poziomów.
W wodach Czarnej Hańczy żyją pstrągi i gatunki typowe dla rzek górskich: wypławek alpejski, jętki, widelnice, chruściki, mszywioły i zimorodne mięczaki.
Rzeka wypływa z jeziora Hańcza i przez pierwsze kilometry płynie głębokim wąwozem w obrębie Suwalskiego Parku Krajobrazowego. W wąwozie tym jest utworzona ścieżka dydaktyczna o tematyce przyrodniczej. Nieopodal, na zachód od miejsca zwanego Turtul znajduje się dolina zawieszona „Gaciska” – rzadki okaz geomorfologiczny pozostałości po wcześniejszych przepływach wód, przed powstaniem aktualnego koryta Hańczy. Na wschód od tego samego miejsca – inna rzadkość geologiczna – największe w Europie głazowisko Bachanowo. W pobliżu wsie zamieszkane dawniej przez Staroobrzędowców i słynna ich molenna w Wodziłkach. W górnym biegu rzeka bywa wartka – jej średni spadek wynosi ponad 2‰. Zlewnia została ukształtowana przez zlodowacenie bałtyckie i charakteryzuje się zróżnicowaną rzeźbą terenu z licznymi jeziorami rynnowymi i wytopiskowymi oraz dużą ilością zagłębień bezodpływowych.
Dalej Czarna Hańcza płynie coraz spokojniej, lekko meandrując przez dolinę w kierunku Suwałk. Jest jedynym ciekiem wodnym przepływającym przez Suwałki, co powoduje nadal – mimo znacznej poprawy w latach 90. XX wieku – jej stosunkowo duże zanieczyszczenie. Za miastem rzeka wpływa na teren Wigierskiego Parku Narodowego i Puszczy Augustowskiej. Na tym jej odcinku znajdują się wyjątkowo liczne ostoje bobrów.
Wpływając do jeziora Wigry, nanosi do zatoki Hańczańskiej duże pokłady swego charakterystycznego ciemnego mułu, tworząc bezpośrednio pod powierzchnią wody niebezpieczne dla pływających zabagnienie. Z Wigier wypływa u zarania południowego stoku półwyspu Wigry, nieopodal b. klasztoru kamedułów.
Na odcinku za jeziorem Wigry Czarna Hańcza jest jednym z najsłynniejszych polskich nizinnych szlaków kajakowych. Najpierw bardzo powoli płynie wśród rozlewisk i podmokłych łąk (spadek 0,03‰), by za Wysokim Mostem lekko przyspieszyć swój bieg w dolinie wcinającej się bardzo malowniczo w Puszczę Augustowską. Na tym odcinku rzeka silnie meandruje. Na wysokości wsi Rygol włącza się w system Kanału Augustowskiego i kieruje do granicy białoruskiej doprowadzając jej wody do Niemna na granicy litewsko-białoruskiej przy miejscowości Warwiszki (po stronie litewskiej) i Sieniewicze (po stronie białoruskiej). Stan czystości rzeki poniżej ujścia ścieków z oczyszczalni miejskiej uległ poprawie ze względu na znaczne obniżenie zawartości związków fosforu i azotu w ściekach. Zawartość związków fosforu w rzece obniżyła się od wartości pozaklasowych, odpowiadając II klasie czystości.

## Turystyka wodna

Szlak kajakowy Rospudą, Blizną i Czarną Hańczą

Istnieje wiele różnych szlaków kajakowych na Czarnej Hańczy. Dwa klasyczne szlaki kajakowe to tzw. mała pętla i duża pętla.
Szlak kajakowy Czarnej Hańczy – mała pętla
Prowadzi z Augustowa przez jezioro Białe, Studzieniczne i Kanał Augustowski do jeziora Serwy, stamtąd konieczna jest przenoska do Bryzgla nad Wigrami. Dalej jeziorem, Czarną Hańczą i od Rygoli – powrót kanałem (na ogół ok. 6 dni).
Szlak kajakowy Czarnej Hańczy – duża pętla
Duża pętla wypływa z Augustowa w rzekę Rospudę, wpływa pod prąd w bardzo trudną rzeczkę Bliznę do jeziora Blizno. Stamtąd przenoska na Wigry i dalej identycznie jak w przypadku małej pętli (na dużą trzeba liczyć ok. 8–9 dni).
Szlak kajakowy Czarnej Hańczy i Kanału Augustowskiego
Popularny szlak kajakowy zaczynający się w Bryzglu, prowadzącay przez jezioro Wigry i Czarną Hańczę do Rygoli, dalej Kanałem Augustowskim i jeziorami do Augustowa. Ma około 85 km. Na jego pokonanie trzeba przeznaczyć 4–6 dni w zależności od tempa spływu.
Wzdłuż Czarnej Hańczy znajduje się dużo pól biwakowych i namiotowych. Jedną z atrakcji spływu jest sprzedaż przez mieszkańców okolicznych wsi wyrobów spożywczych (jagodzianki, racuchy, pączki, kompot, a nawet alkohol) bezpośrednio nad rzeką. Można też zatrzymać się na kartacze. Inną atrakcją spływu są śluzy na Kanale Augustowskim.
Trasa wzdłuż Czarnej Hańczy jest znana między innymi z powodu Karola Wojtyły, który w młodości uczestniczył w spływach kajakowych tym szlakiem. Przy sanktuarium w Studzienicznej jest jego pomnik wystawiony z okazji VII pielgrzymki papieskiej do Polski z 1999 r.